# Dedicated Follower of Fashion
«Dedicated Follower of Fashion» es una canción de la banda de rock inglesa The Kinks. Fue escrita por Ray Davies y publicada como sencillo el año 1966.

## Descripción

### Música
Musicalmente, "Dedicated Follower of Fashion" continúa con la tendencia de la banda, centrada principalmente en el Music Hall y abandonando el Rythm & Blues estándar de sus inicios. Sencillos anteriores como "A Well Respected Man" fueron evidenciando la preferencia de la banda por otros sonidos, alejándose de los fuertes acordes de guitarras que los llevó a la fama en 1964 con "You Really Got Me".
Davies compuso la canción de una sola vez sin una revisión posterior. Para grabarla, utilizó una guitarra acústica mientras el resto de la banda lo seguía cantado el verso "It will make or break him so he's got to buy the best 'cause..." y haciendo eco en la línea "Oh yes he is" del estribillo. La grabación duró largo tiempo donde se ajustaron desde el sonido de la guitarra hasta la dicción para estampar la idea de Davies, sin embargo, él mismo reconoció su inconformidad con el material que finalmente se publicó.

### Letra
Por otro lado, la letra refleja un explícita sátira al estilo de vida de algunos británicos seguidores de la moda. Conceptos como el Swinging London establecían nuevos patrones a la hora de vestir. Los jóvenes adquirían sus extravagantes atuendos en tiendas de la Carnaby Street o boutiques como Biba, se inspiraban en diseños de Mary Quant e imponían como ejemplo a seguir a personalidades como la presentadora de televisión Cathy McGowan (quien se ganó la denominación de "Reina de los Mods"). La canción relata cómo este cambio de tendencias se llevaba al extremo.
El título de la canción ha servido para reflejar otros conceptos, ya que se ha mantenido como una metáfora de la servil conformidad. Pero en un sentido más positivo, también es útil como una analogía para el crecimiento de las redes sociales.
La canción fue todo un éxito en ventas en el Reino Unido, además de recibir una buena acogida por parte de la crítica especializada. En Estados Unidos apenas llegó al puesto 36 de las listas de popularidad.